# Río Iriri
El río Iriri es un largo río amazónico brasileño, el principal afluente del río Xingú. Discurre por el estado brasileño de Pará, y tiene una longitud total de 1050 km.

## Geografía
El río Iriri nace en la parte sur del estado de Pará, casi en la frontera con el Mato Grosso, en las estribaciones de la Serra do Cachimbo. Discurre un corto tramo en dirección este para girar luego y emprender su curso en dirección norte. En el curso alto recibe los afluentes Ipiranga e Iriri Novo. Luego el río tiene un largo tramo en el que aparecen muchas zonas cortas de rápidos y cascadas (cachoeiras), como las cachoeiras de Lajedo, Fronteiro, Tapaiuna y Pancada. En este curso alto atraviesa la localidad de Bomsucesso, y recibe los ríos Chiché, Catete y Baia, éste aguas abajo de la localidad de Bonfim. 
Tras la cachoeira de Sao Francisco, recibe por la izquierda su principal afluente en Entre Rios, el río Curuá, que con una longitud de 470 km discurre casi paralelo al Iriri, tras haber nacido casi en las mismas montañas. Sigue el río su curso hasta Praia, donde recibe por la izquierda las aguas del Ríozinho do Anfrisio. Aquí el río cambia de dirección, girando hacia el este, bordeando por el sur el territorio indígena de Arara. El río se ensancha mucho, con tramos en los que llega a tener más de 2 km, y recibe por la derecha los ríos Caraiari y Novo. En su tramo final bordea por el norte  el territorio indígena de Karakao y desagua finalmente en el río Xingú.
El río Iriri discurre íntegramente en el municipio de Altamira, el mayor municipio de Brasil (y del mundo), con 159.696 km². El río es rico en variedad y cantidad de peces y se ha utilizado para la pesca comercial y deportiva. 
La navegación es posible en pequeñas embarcaciones, ya que tiene muchos pequeños tramos de rápidos, lo que dificulta la navegabilidad en la temporada de verano en la región amazónica.